# Đỗ Thị Ninh
Đỗ Thị Ninh (sinh năm 1947) là một nữ họa sĩ Việt Nam, mặc dù cô từ chối bị gán cho cái mác "nữ họa sĩ". Cô tốt nghiệp trường Cao đẳng Mỹ thuật Việt Nam, Hà Nội năm 1966. Cô là một trong những thế hệ nghệ sĩ nổi lên, ở độ tuổi 45-55 vào đầu những năm 1980, bao gồm Đặng Thị Khuê (1946-), Đỗ Sơn (1943-, nghệ sĩ quân đội), Lương Xuân Đoàn (1952-), Nguyễn Xuân Tiệp (1956-), Nguyễn Bảo Toàn (1950-) tại Hà Nội, Nguyễn Trung (1941), Đỗ Quang Em (1942-), Ca Lê Thắng (1949-), Đào Minh Trí (1949-), Nguyễn Thân (1948 -) tại Thành phố Hồ Chí Minh, Bửu Chi (1948-) và Hoàng Đăng Nhuận (1942-) tại Huế.

## Tác phẩm
- bãi biển Sầm Sơn (Sam Son Beach) lụa 1987
- chùa Thầy (Thầy Temple) lụa 1988